# مک‌دانل داگلاس ام‌دی-۱۲
مک‌دانل داگلاس ام‌دی-۱۲ (انگلیسی: McDonnell Douglas MD-12) طرح پژوهشی انجام شده در سال ۱۹۹۰ توسط مک دانل داگلاس برای ساخت یک هواپیمای سوپر جامبو  پهن پیکر، بعنوان اولین سوپر جامبو مفهومی با ۳ موتور جت، که بعداً طرح تبدیل به یک جت ۴ موتوره برای خطوط تجاری شد. این طرحی مشابه با اندازه‌های بوئینگ ۷۴۷ اما با ظرفیت بیشتر حمل مسافر بود. با این حال، ام دی۱۲ هیچ سفارشی دریافت نکرد و طرح لغو شد. سپس شرکت مک دانل داگلاس بدون اقدام خاص، شروع به پژوهش درباره طرحی بزرگتر از ام دی ۱۱ بنام ام دی XX نمود.

## مطالعه و گسترش

### سابقه
شرکت مک دانل داگلاس در حال توسعه یک هواپیمای تجاری جدید از نوع  پهن پیکر و کشیده تر از مدل سه موتوره ام دی ۱۱ با امکان طبقه مسافری پایینی کامل تا جلوی هواپیما و همچنین پنجره‌های پانوراما بنام MD-12X بود. هیئت مدیره شرکت ام دی سی در اکتبر ۱۹۹۱ با ارائه طرح MD-12X به خطوط تجاری هوایی موافقت کردند. ابعاد هواپیمای MD-12X شامل ۷۲٫۵ متر طول بدنه و ۶۴٫۸ متر طول دوسر بال بود. مک دانل داگلاس و شرکت هوا و فضا شرکت تایوان در نوامبر ۱۹۹۱ تفاهم نامه شناخت و آشنایی در قالب یک شرکت برای ساخت طرح جدید را امضا کردند. در این شرکت مک دانل داگلاس بعنوان سهامدار عمده با ۵۱ درصد از کل سهام و شرکت هوا و فضا تایوان با ۴۰ درصد و دیگر شرکت‌های آسیایی با ۹ درصد باقی‌مانده مشارکت داشتند.

### MD-12
در اواخر ۱۹۹۱ میلادی ، مک دانل داگلاس طی حرکتی اقدام به جداسازی بخش تجاری و نظامی ، در راستای تلاش به منظور بالا بردن برآورد هزینه ۴ میلیارد دلاری مورد نیاز توسعه تری جت MD-12X نمود . جدا کردن هزینه توسعه سی۱۷ ایرلیفتر نظامی، که در حال تخلیه منابع شرکت بود ، از تولید سودآور هواپیماهای تجاری ام دی۸۰ و ام دی ۱۱ خطوط هوایی ، جذب سرمایه گذاران خارجی برای تولید MD-12X را آسان تر میکرد .  . طرح جدید، به یک MD12 بسیار بزرگتر با ۴ موتور و ۲ طبقه مسافری با گسترش طول بدنه ارتقا پیدا کرد . نمونه اصلی MD-12 دارای طول بدنه ۶۳.۴ متر و طول دو سر بال ۶۴.۹ متر . پهنای هواپیما که ۷.۳۹ متر بود به ۸.۵۱ متر بهبود پیدا کرد . در آوریل ۱۹۹۲ مکدانل داگلاس از طرح MD-12 پرده برداری کرد. این طراح شبیه مدل های مفهومی ایرباس A3XX و بوئینگ NLA بوده و بزرگتر از بوئینگ ۷۴۷ که رقیب اصلی آن محسوب میشد بود . هواپیمایی داگلاس در سال ۱۹۶۰ میلادی طرحی دو طبقه و کوچکتر را مورد تحقیق و مطالعه قرارداده بود.قرار شد اولین پرواز MD-12 در اواخر سال ۱۹۹۵ و تحویل آن در سال ۱۹۹۷ انجام شود .با وجود بازاریابی تهاجمی و هیجان اولیه ، به ویژه در مطبوعات حمل و نقل هوایی، هیچ سفارشی دریافت نشد . MDC فاقد منابع لازم، پس از ترک شرکت هوا و فضا تایوان برای ادامه پروژه بود. ثابت شد توسعه پهن پیکر دوطبقه جدید بسیار گران و پیچیده است حتی برای غول های هوا فضای باقی‌مانده مانند بوئینگ و ایرباس، اگر چه ایرباس ای۳۸۰، یک طرح مفهومی مشابه MD-12 بود که به بعدها به ثمر نشست .

### MD-XX
با این برنامه MD-12 ، مکدانل داگلاس ، تمرکز بیشتری بر مدل جدیدی از ام دی ۱۱ در ۳۰۰ تا ۴۰۰ صندلی پیدا کرد .در سال ۱۹۹۶ نمایشگاه هوایی بین‌المللی فارنبورو، این شرکت اعلام کرد که قصد طرح یک جت جدید سه موتوره، با تعداد صندلی زیاد و دوربرد به نام MD-XX دارد .

## انواع
ام دی:۱۲ در چند گونه پیشنهاد ارائه شده است.
ام دی ۱۲ مدل:HC ظرفیت بالا
ام دی ۱۲ مدل:LR دور پرواز
ام دی ۱۲ مدل:ST بدنه کشیده تر
ام دی ۱۲ مدل:دوقلو(نسخه دو موتوره)

## مشخصاًت
مدل:ام‌دی-۱۲ با ظرفیت بالا (با MD12X اشتباه نشود)
- خدمه: ۲ نفر
- ظرفیت: حداکثر ظرفیت ۵۱۱ مسافر در سه درجه - دورپرواز ۴۳۰ مسافر در سه درجه
- فاصله نوک دو بال: ۶۴٬۹۲ متر
- طول: ۶۳٬۴۰ متر
- ارتفاع: ۲۲٫۵۵ متر
- مساحت بالها: ۵۴۳٫۱ مترمربع
- بیشینه سرعت: ۰/۸۵ ماخ (۱۰۵۰ کیلومتر بر ساعت)
- محدوده پرواز: ۱۴۸۲۵ کیلومتر
- پیشرانه : چهار موتور جنرال الکتریک نوع (CF6-80C2):توربوفن در زیر بالها.

### هواپیماهای قابل قیاس از نظر پیکربندی
- ایرباس ای۳۸۰
- بوئینگ ان‌ال‌ای
- بوئینگ ۷۴۷ایکس
- سوخو KR-860